# Parafia Matki Bożej Anielskiej w Polichnie
Parafia Matki Bożej Anielskiej w Polichnie – parafia rzymskokatolicka, znajdująca się w diecezji kieleckiej, w dekanacie chęcińskim.